# Régis Simon
Régis Simon (Troyes, 19 maart 1958) is een voormalig Frans wielrenner. Zijn broers François, Pascal en Jerôme waren eveneens beroepswielrenner. Zijn belangrijkste overwinning is een etappezege in de Ronde van Frankrijk in 1985.

## Belangrijkste overwinningen
1981
Eindklassement Omloop van Lotharingen
1985
18e etappe deel B Ronde van Frankrijk
1990
Eindklassement Omloop van Lotharingen

## Resultaten in voornaamste wedstrijden
| Jaar | Ronde van Italië | Ronde van Frankrijk | Ronde van Spanje |
| ---- | ---------------- | ------------------- | ---------------- |
| 1984 |                  | 111e                |                  |
| 1985 |                  | 100e (1)            |                  |
| 1986 |                  | 93e                 |                  |
| 1987 |                  |                     |                  |
| 1988 |                  | 123e                |                  |
| 1989 |                  |                     |                  |

| Jaar | Amstel Gold Race | Luik-Bast.‑Luik | Parijs-Tours |
| ---- | ---------------- | --------------- | ------------ |
| 1984 |                  |                 | 57e          |
| 1985 |                  |                 |              |
| 1986 |                  |                 |              |
| 1987 | 19e              | 30e             | 12e          |
| 1988 |                  |                 |              |
| 1989 |                  | 114e            |              |